# Triathlon Alpe d'Huez
Le Triathlon Alpe d'Huez ou Alpe d'Huez Triathlon est le nom d'une compétition de triathlon créée en 2006, qui se déroule à l'Alpe d'Huez dans le département de l'Isère en France au mois de juillet. L’épreuve principale propose aux triathlètes une compétition longue distance (XL) sur des parcours de 2,2 km de natation en eau vive, 115 km de vélo se terminant par l'ascension des 21 virages menant à la station de ski de l’Alpe d'Huez, pour finir par un semi-marathon sur route et chemin à une altitude de 2 000 mètres. Cette compétition du circuit XL des triathlons internationaux se classe dans les étapes de montagne où les difficultés importantes inhérentes à la topographie des parcours se mêlent à la beauté des paysages du massif montagneux. Depuis la création des épreuves courte et longue distances, ont pris place autour de l’événement principal l'organisation de plusieurs autres compétitions de sport enchaînés : duathlon et compétitions enfants, ainsi que diverses animations festives ou commerciales.

## Histoire

### Organisation

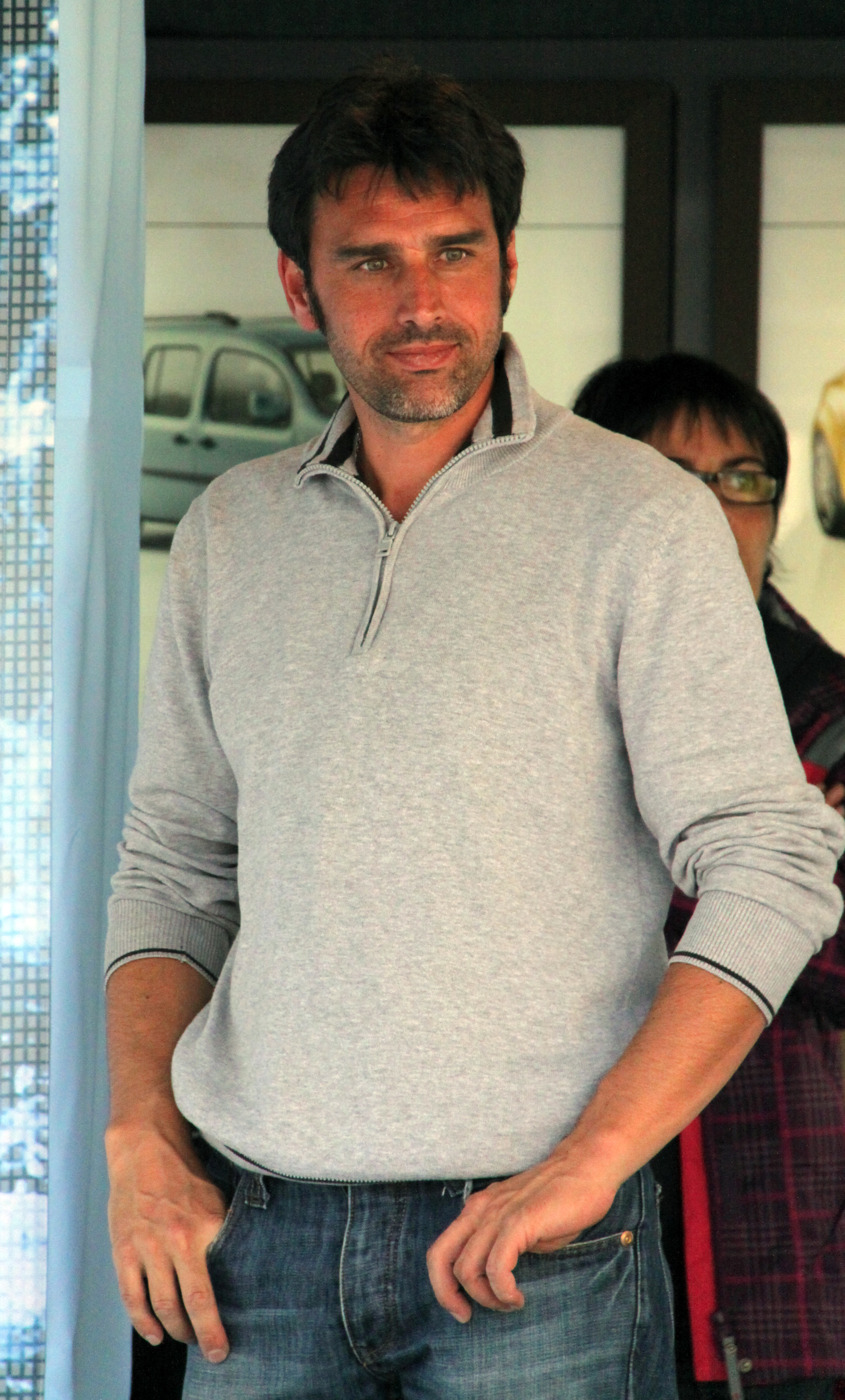
Cyrille Neveu, créateur de l'évenement.

Créé en 2006 par Cyrille Neveu, champion du monde de triathlon longue distance en 2002 et vainqueur de l'Embrunman en 2003, l’événement tire tout d'abord son nom des deux partenaires en titre de la compétition, la société Électricité de France et la station de ski de l'Alpe d'Huez et s'intitule : « triathlon EDF Alpe d'Huez ». Né comme une épreuve courte distance sur 1,2 km de natation, 30 km de cyclisme et 7 km de course à pied, voit, dès l'année suivant sa création, la mise en œuvre d'une épreuve longue distance sur les distances de 2,2 km de natation, 150 km de cyclisme et 22 km de course à pied. En 2009 Cyril Neveu sollicite la société de marketing sportif International Management Group (IMG) afin de donner une dimension internationale à cette compétition. Pour accroître la participation à l’événement, un duathlon labellisé par la Fédération française de triathlon « championnat Rhône-Alpes » et un triathlon enfant accompagnent l’événement principal depuis 2010.

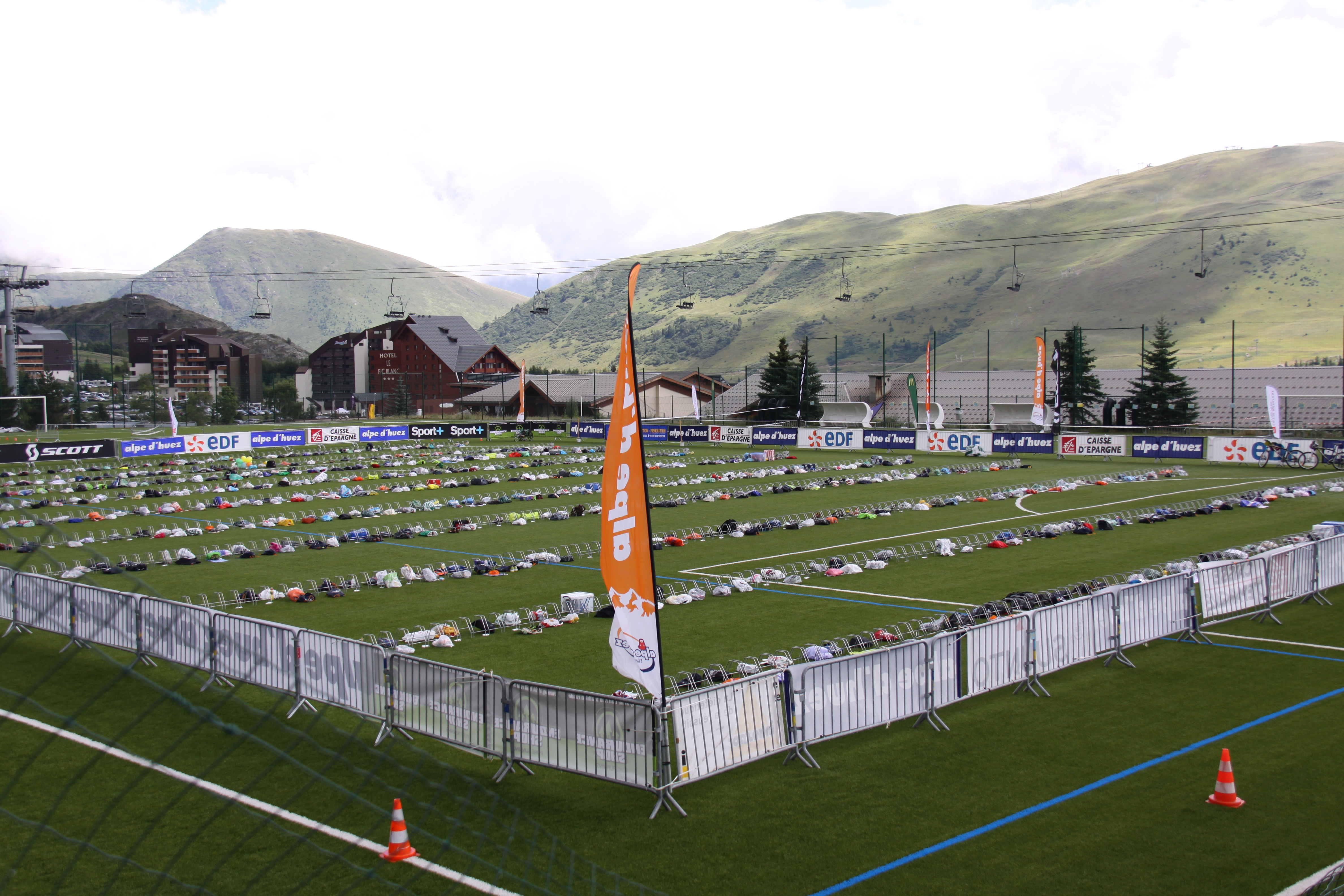
Aire de transition no 2 à l'Alpe d'Huez

En 2016, la société IMG pour des raisons propres à leur nouvelle structuration internationale se retire de l'organisation de l’évènement. En 2018, l'organisation annonce un nouveau partenariat avec l'équipementier du cyclisme  Time sport et affiche le nom de « Time Triathlon Alpe d'Huez ».

### Historique sportif
Le Brésilien Reinaldo Colucci remporte les premières éditions des distances M en 2006 et XL en 2007. Il gagne en 2007 en battant le Français Gilles Reboul malgré un retard de deux minutes trente sur celui-ci à la sortie de la deuxième transition. Il rattrape ce dernier au dixième kilomètre du semi-marathon et creuse l’écart pour s'imposer sur cette première édition en 5 h 59 min 0 s. La Britannique Chrissie Wellington est la première triathlète féminine à inscrire son nom au palmarès XL en remportant l'épreuve en 6 h 43 min 15 s.
En 2014, pour sa neuvième édition, le triathlon longue distance affiche complet avec 1 100 inscrits. 891 compétiteurs franchissent la ligne d'arrivée et deviennent des finishers. Confirmant son statut de triathlon international, l’épreuve est remportée par l'Australien Todd Skipworth et l’Écossaise Catriona Morrison. Le plus rapide à grimper l’Alpe d’Huez et ses mythiques 21 lacets est cette année, l’Espagnol Albert Moreno en 0 h 52 min 51 s.
Sur le triathlon courte distance (M), le français Tom Richard remporte une victoire de prestige devant de grands noms de la discipline comme l'Espagnol Marcel Zamora, l'Australien Ben Allen ou encore le tenant du titre, le Français Étienne Diemunsch. Chez les féminines, l'Australienne Emma Jackson conserve son titre en remportant l’épreuve devant la Française Juliette Coudrey.
2015 voit la 10e édition étoffer d'un duathlon et d'une course réservé aux jeunes et débutants, les épreuves de triathlon longue et courte distance. Pour la première fois de son histoire un triathlète français remporte la compétition longue distance après une course aux rebondissements multiples. Arnaud Guilloux vice champion de France de triathlon longue distance, s'impose devant le Sud-Africain James Cunnama et l'Américain Scott De Filippis en 5 h 54 min 14 s. Côté féminine, la Britannique Emma Pooley s'impose dans les virages de l'Alpe d'Huez où elle remonte et creuse l'écart sur l'Américaine Mary Beth Ellis et la Française Jeanne Collonge, pour finir en remportant l’épreuve en 6 h 21 min 48 s. La compétition sur distance M (CD) est remporté par le couple français Charlotte Morel et Frédéric Belaubre.
L'édition 2016, 11e du genre, est dominé en partie par les triathlètes de l'hémisphère Sud. L'Australien Dan Wilson et la Néo-Zélandaise Andrea Hewitt s'impose sur le courte distance en survolant la compétition et succède aux Français Frédéric Belaubre et Charlotte Morel. Sur l'épreuve longue distance le Sud-Africain James Cunnama déjà vainqueur en 2010 et détendeur du record de vitesse, a su user de sa connaissance et de son expérience de l'épreuve pour remporter une nouvelle victoire. Pour les femmes, c'est la Française Jeanne Collonge qui passe la ligne d'arrivée en vainqueur pour la première fois et ne retient pas son émotion de remporter la difficile épreuve internationale, Jeanne Collonge est également à cette occasion, la première française à inscrire son nom au palmarès de la compétition longue distance.

## Palmarès
Si les triathlètes français se distinguent régulièrement sur l'épreuve distance M, la compétition XL reste l’apanage jusqu'en 2015 de compétiteurs internationaux. Les Britanniques Chrissie Wellington et Catriona Morrison, l’Américaine Mary Beth Ellis mais aussi l’Espagnol Victor Del Corral Morales restent les plus titrés de la compétition.
| Année | Courte distance (M)                    | Courte distance (M)                    | Courte distance (M)                    | Courte distance (M)                    | Longue distance (XL)                   | Longue distance (XL)                   | Longue distance (XL)                   | Longue distance (XL)                   |
| Année | Homme                                  | Temps                                  | femme                                  | Temps                                  | Homme                                  | Temps                                  | Femme                                  | Temps                                  |
| ----- | -------------------------------------- | -------------------------------------- | -------------------------------------- | -------------------------------------- | -------------------------------------- | -------------------------------------- | -------------------------------------- | -------------------------------------- |
| 2024  | Mikel Arrasate Larrea                  | 1 h 54 min 6 s                         | Salomé De Barthez                      | 2 h 15 min 55 s                        | Clément Grandy                         | 5 h 45 min 41 s                        | Alanis Siffert                         | 6 h 20 min 31 s                        |
| 2023  | Kevin Viñuela Gonzalez                 | 1 h 52 min 29 s                        | Audrey Merle                           | 2 h 10 min 1 s                         | Nathan Guerbeur                        | 5 h 48 min 32 s                        | Jeanne Collonge                        | 6 h 37 min 40 s                        |
| 2022  | Léon Pauger                            | 1 h 47 min 13 s                        | Audrey Merle                           | 2 h 6 min 5 s                          | Léon Chevalier                         | 5 h 41 min 13 s                        | Bárbara Riveros Díaz                   | 6 h 35 min 0 s                         |
| 2021  | Koen Veramme                           | 1 h 50 min 43 s                        | Célia Merle                            | 2 h 8 min 39 s                         | Clément Mignon                         | 5 h 39 min 9 s                         | Emma Bilham                            | 6 h 29 min 39 s                        |
| 2020  | Épreuve annulée pour cause de Covid-19 | Épreuve annulée pour cause de Covid-19 | Épreuve annulée pour cause de Covid-19 | Épreuve annulée pour cause de Covid-19 | Épreuve annulée pour cause de Covid-19 | Épreuve annulée pour cause de Covid-19 | Épreuve annulée pour cause de Covid-19 | Épreuve annulée pour cause de Covid-19 |
| 2019  | Schomburg Jonas                        | 1 h 51 min 47 s                        | Justine Guérard                        | 2 h 5 min 13 s                         | Romain Guillaume                       | 6 h 5 min 52 s                         | Daniela Ryf                            | 6 h 15 min 57 s                        |
| 2018  | Tom Richard                            | 1 h 52 min 52 s                        | Justine Guérard                        | 2 h 11 min 54 s                        | Frederik Van Lierde                    | 5 h 59 min 52 s                        | Emma Bilham                            | 6 h 51 min 21 s                        |
| 2017  | Anatole Giraud Telme                   | 1 h 52 min 52 s                        | Julie Derron                           | 2 h 9 min 52 s                         | Christian Kramer                       | 5 h 53 min 28 s                        | Tine Deckers                           | 6 h 28 min 32 s                        |
| 2016  | Dan Wilson                             | 1 h 55 min 28 s                        | Andrea Hewitt                          | 2 h 1 min 10 s                         | James Cunnama                          | 5 h 58 min 2 s                         | Jeanne Collonge                        | 6 h 33 min 32 s                        |
| 2015  | Frédéric Belaubre                      | 1 h 50 min 13 s                        | Charlotte Morel                        | 2 h 5 min 40 s                         | Arnaud Guilloux                        | 5 h 55 min 14 s                        | Emma Pooley                            | 6 h 21 min 50 s                        |
| 2014  | Tom Richard                            | 1 h 54 min 41 s                        | Emma Jackson                           | 2 h 7 min 57 s                         | Todd Skipworth                         | 5 h 51 min 33 s                        | Catriona Morrison                      | 6 h 19 min 35 s                        |
| 2013  | Étienne Diemunsch                      | 1 h 54 min 19 s                        | Emma Jackson                           | 2 h 8 min 11 s                         | Ritchie Nicholls                       | 5 h 40 min 1 s                         | Mary Beth Ellis                        | 6 h 20 min 0 s                         |
| 2012  | Dan Wilson                             | 1 h 52 min 23 s                        | Charlotte Morel                        | 2 h 12 min 17 s                        | Victor Del Corral Morales              | 5 h 51 min 52 s                        | Mary Beth Ellis                        | 6 h 26 min 26 s                        |
| 2011  | Tim Don                                | 1 h 49 min 40 s                        | Nicola Spirig                          | 1 h 59 min 24 s                        | Victor Del Corral Morales              | 5 h 50 min 12 s                        | Catriona Morrison                      | 6 h 25 min 0 s                         |
| 2010  | Alberto Casadei                        | 1 h 51 min 33 s                        | Eva Janssen                            | 2 h 8 min 0 s                          | James Cunnama                          | 5 h 36 min 33 s                        | Jodie Swallow                          | 6 h 20 min 1 s                         |
| 2009  | Frédéric Belaubre                      | 1 h 50 min 49 s                        | Eva Janssen                            | 2 h 15 min 16 s                        | Massimo Cigana                         | 5 h 56 min 10 s                        | Nicola Spirig                          | 6 h 39 min 13 s                        |
| 2008  | Bertrand Billard                       | 1 h 56 min 33 s                        | Charlotte Morel                        | 2 h 17 min 39 s                        | Marcus Ornellas                        | 6 h 17 min 2 s                         | Chrissie Wellington                    | 6 h 18 min 25 s                        |
| 2007  | Hervé Faure                            | 1 h 53 min 54 s                        | Tameka Day                             | 2 h 8 min 20 s                         | Reinaldo Colucci                       | 5 h 59 min 0 s                         | Chrissie Wellington                    | 6 h 43 min 15 s                        |
| 2006  | Reinaldo Colucci                       | 2 h 15 min 22 s                        | Delphine Pelletier                     | 2 h 35 min 28 s                        |                                        |                                        |                                        |                                        |

## Parcours

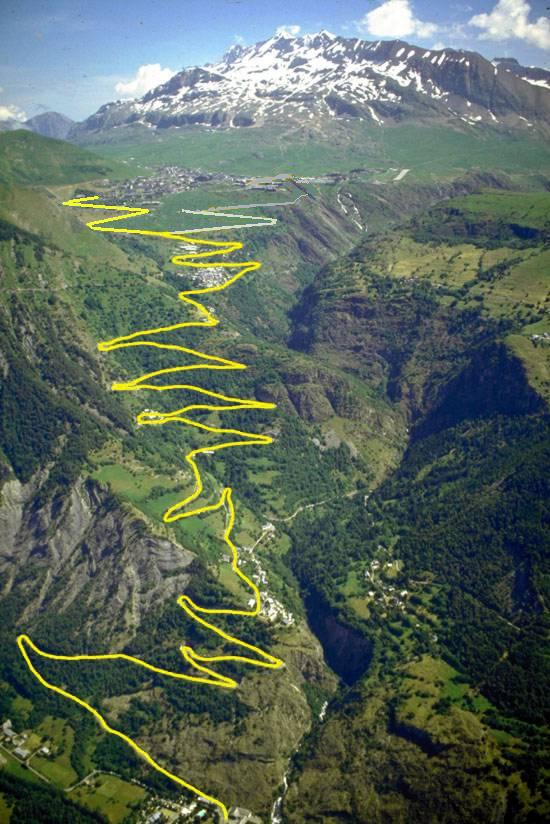
Tracé des 21 lacets de l'Alpe d'Huez.

Partenaire en titre depuis la création de l’épreuve, la société Électricité de France (EDF) autorise exceptionnellement l'accès à des nageurs au lac du Verney dont elle est gestionnaire et stoppe momentanément le complexe hydroélectrique à cette unique occasion. Située à 700 m d'altitude, la partie natation des triathlons se déroule dans une eau généralement fraîche (14 à 17°) pour la saison, offrant aux compétiteurs une difficulté supplémentaire. Pour le parcours XL, les concurrents empruntent sur sa partie finale un parcours cycliste rendu légendaire par le Tour de France qui y fait étape régulièrement. Trois cols, l'Alpe du Grand Serre (1 375 m), le Col d'Ornon (1 371 m) et l'ascension des 21 virages de la montée vers l'Alpe d'Huez, constituent pour les triathlètes un circuit au cœur du Massif des Écrins au sein duquel la difficulté et la magnificence des paysages donnent une dimension reconnue comme hors du commun par la presse. Enfin l’épreuve se termine sur les routes et chemins de la station. Situé à 2 000 m d'altitude, le semi-marathon qui clôt l’épreuve voit sa difficulté accentuée par le léger manque d'oxygène que peuvent éprouver les organismes à cette altitude. Le triathlon M et le duathlon sur des distances nettement plus courtes conservent une grande part des difficultés de topographie et d'altitude.

## Aspects extra-sportifs
Le triathlon de l'Alpe d'Huez se déroule pendant la période estivale et dans un secteur touristique très fréquenté. Les compétiteurs bénéficient ainsi d'un soutien populaire important, notamment pendant la montée des 21 virages. Le triathlon étant un sport de plein air, les épreuves de toutes distances se déroulent en extérieur. L’accès aux différents parcours, à de rares exceptions près, est libre et gratuit. Le dénombrement des spectateurs reste donc du domaine de l'évaluation.
Comme pour l'ensemble des compétitions de triathlon en général, le triathlon de l'Alpe d'Huez fait appel à de nombreux bénévoles qui participent à la réussite de l’événement et sécurisent l'environnement des compétiteurs. L'organisation annonce pour l'année 2013, au travers de son bilan, la participation de plus 400 bénévoles pendant les diverses compétitions.
L’épreuve bénéficie d’une retransmission télévisée dans 90 pays et d’articles de presse dans 30. Elle figure parmi le classement des « plus beaux triathlons au monde » de deux revues spécialisées, le magazine allemand Triathlète et le site web américain triathlon.competitor.com. Il n'existe pas d’étude indépendante publique sur les retombées économiques de ce type d’événement, mais l'organisation et les médias annoncent des retombées économiques de l'ordre de plus de 1,6 million d’euros directes pour les acteurs locaux en 2013, avec notamment plus de 11 000 nuitées dont 55 % des athlètes séjournant à L’Alpe d’Huez et 22 % au Bourg d’Oisans.